# 周家台秦簡
周家台秦簡（しゅうかだいしんかん）は、中国の湖北省荊州市沙市区で出土した秦代の簡牘である。

## 概要
1993年6月、周家台30号秦墓から竹簡381枚と木牘1枚が発見された。竹簡の内容は「暦譜」「日書」「病方及其它」から成る。
「暦譜」は、始皇34年（紀元前213年）と始皇36年（紀元前211年）および始皇37年（紀元前210年）の暦関連資料である。130枚。
「日書」は、「二十八宿」占・「吏五時段」占・「戒暦日」占・「五行」占から成る。178枚。
「病方及其它」は、医薬病方・祝由術・択吉避凶占卜・農事などから成る。73枚。農事の簡には「先農篇」「浴蚕篇」があるが、「先農篇」は未発見の礼制資料であった。
木牘は、秦二世元年（紀元前209年）の紀年があり、隷書で149字が墨書されている。